# 格伦·斯特伦贝里
格伦·斯特伦贝里（瑞典語：Glenn Strömberg，1960年1月5日—），瑞典男子足球运动员，场上位置是中场。他曾代表瑞典国家队参加1990年国际足联世界杯，结果队伍止步小组赛阶段。